# Victor Halperin
Victor Hugo Halperin (n. 24 august 1895, Chicago, Illinois, SUA – d. 17 mai 1983, Bentonville⁠(d), Arkansas, SUA) a fost un regizor de film, producător și scriitor american. Majoritatea filmelor sale sunt din genurile romantic și horror.

## Filmografie
Director
- Greater Than Marriage (1924)
- When a Girl Loves (1924) (și producător)
- The Unknown Lover (1925) (și producător)
- School for Wives (1925) (și producător)
- In Borrowed Plumes (1926) (și producător)
- Dance Magic (1927)
- Ex-Flame (1930)
- Party Girl (1930) (și producător)
- Zombii albi (1932)
- Supernatural (1933) (și producător)
- I Conquer the Sea! (1936) (și producător)
- Revolt of the Zombies (1936)
- Racing Blood (1936)
- Nation Aflame (1937) (și producător)
- Buried Alive (1939)
- Torture Ship (1939)
- Girls' Town (1942)

Producător
- The Danger Point (1922)
- Double Reward (1922) (short film)
- Convoy (1927)
- She Goes to War (1929)